# Adri Wouters
Adri Wouters (Zundert, 20 november 1946) is een in Nederlands voormalig wielrenner. 
Wouters was reed in 1970 voor de wielerploeg Caballero-Laurens. Dat jaar startte hij in de Ronde van Frankrijk. In de vierde etappe kwam hij buiten tijd binnen waarna hij de ronde moest verlaten.

## Resultaten in voornaamste wedstrijden
| Jaar | Ronde van Italië | Ronde van Frankrijk | Ronde van Spanje |
| ---- | ---------------- | ------------------- | ---------------- |
| 1970 |                  | buiten tijd         |                  |

| Jaar | Waalse Pijl |
| ---- | ----------- |
| 1970 | 50e         |